# جدجد شجري رأس الرجاء
جدجد شجري رأس الرجاء (الاسم العلمي: Oecanthus capensis) هو نوع من الحشرات يتبع جنس الجدجد الشجري من فصيلة الجداجد الحقيقية.